# Dorfkirche Dobia

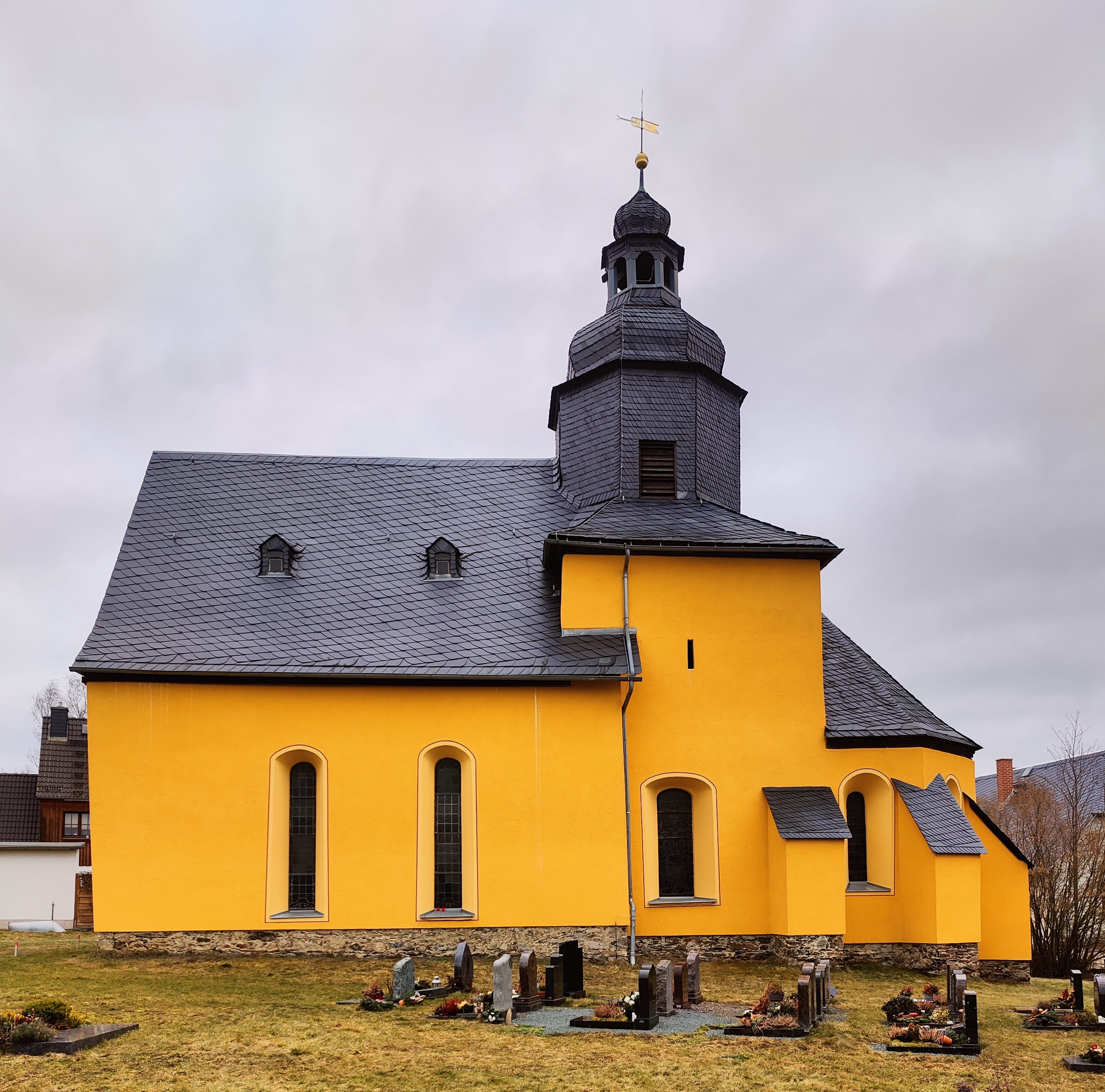
Dorfkirche Dobia

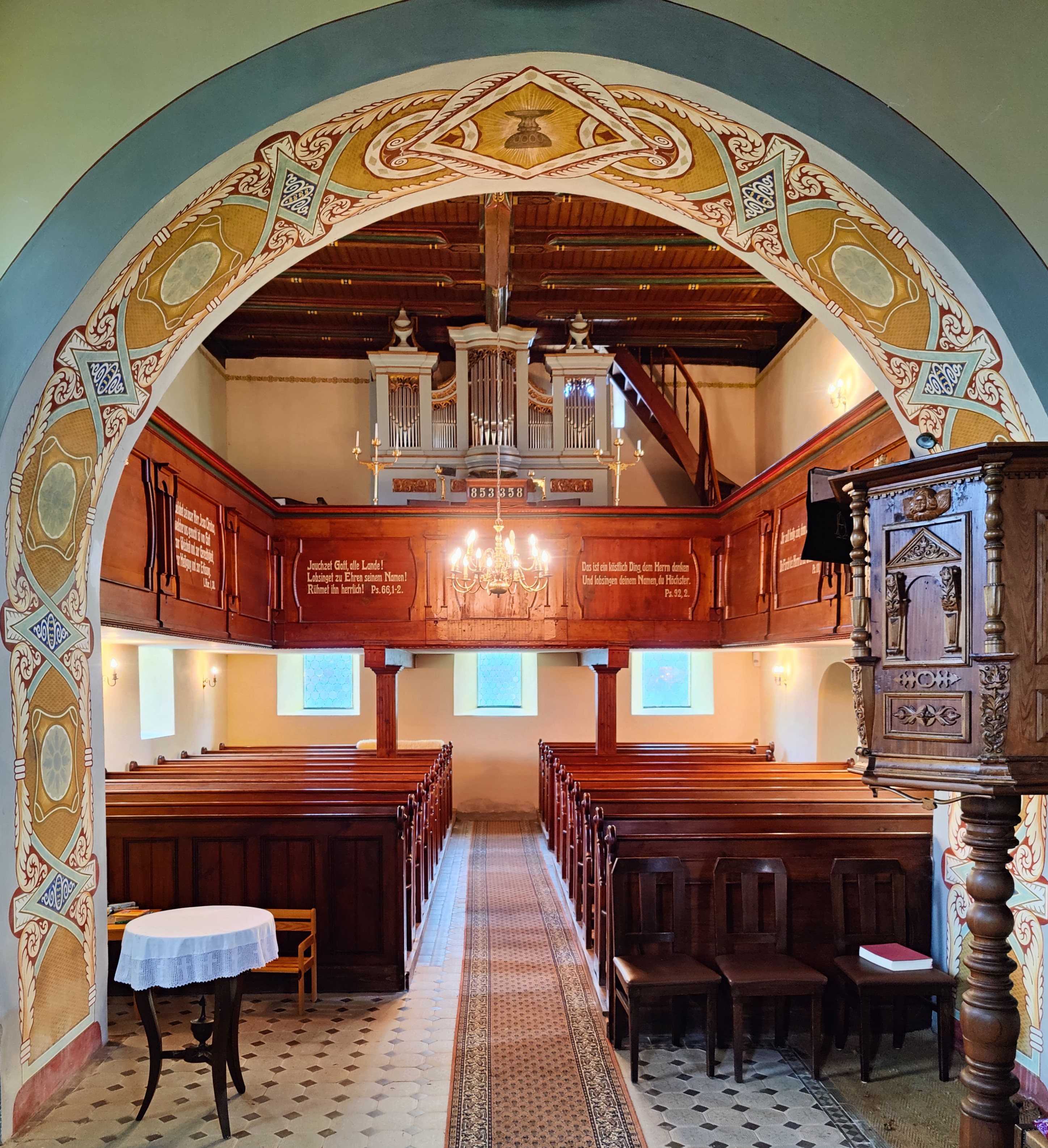
Innenraum, Blick zur Orgel (2023)

Die evangelische Dorfkirche Dobia steht im Ortsteil Dobia der Stadt Zeulenroda-Triebes im Landkreis Greiz in Thüringen. Sie gehört zum Pfarrbereich Pöllwitz-Schönbach im Kirchenkreis Greiz der Evangelischen Kirche in Mitteldeutschland.

## Geschichte
Die Kirche soll um 1150 von Mönchen erbaut worden sein. Auf 1200 werden der Altarraum und Chorraum angesetzt. Ab 1400 bestand eine selbstständige Pfarrei. Im Jahr 1512 schuf der Schnitzer Peter Breuer den zwischenzeitlich umgebauten und nur in Teilen erhaltenen Altar. 1820 baute Friedrich Wilhelm Trampeli die Orgel ein. Das Werk verfügt über 10 Register auf einem Manual und Pedal. Eine Restaurierung konnte nach mehreren Jahren und Bauabschnitten 2019 abgeschlossen werden.
Im Dreißigjährigen Krieg sollen Dorf und Kirche bis auf die Mauern niedergebrannt sein. 1652 wurde das Gotteshaus auf den Mauern wiederaufgebaut, wie aus Kirchenrechnungen hervorgeht. Die Fenster wurden von namentlich im Glas aufgeführten Spendern gestiftet. Der Kirchturm wurde durch Spenden und Kollekten ab 8. April 1678 wieder aufgebaut. Die alte Glocke konnte dann wieder angebracht werden.
Nach umfangreichen Baumaßnahmen wurde ein elektrisches Geläut, eine neue Turmuhr sowie eine elektrische Heizung installiert. Eine Außensanierung erfolgte 2019.